# Ћиџунг арена
Ћиџунг арена (или Ћиџунг стадион) вишенаменски стадион и тениска арена у Шангају, НР Кина. Налази се у округу Минханг, на југозападу Шангаја. Поред тениса, објекат се користио и за друге различите догађаје. Званично је отворен 5. октобра 2005, а од 2009. је домаћин тениског турнира из категорије АТП Мастерс 1000.
Ћиџунг арена има челични кров у облику цвета магнолије са осам клизних латица, што асоцира да је Шангај град цвећа. Кров омогућава да се на стадиону играју мечеви у отвореном и затвореном простору у зависности на временске прилике. Капацитет арене је 13.779 места и специјално је био направљен да буде домаћин Мастерс купа у периоду од 2005. до 2008. Све до изградње олимпијског тениског центра у Пекингу, био је највећи тениски стадион у Азији.
У априлу 2006. је одржано Светско првенство у пливању (кратки базени 25 m). Од 2009. године се у арени игра нови турнир АТП Мастерс серије. Такође, током турнеје НБА клубова у Кини, 2007. године је одиграна утакмица између Кливленд кавалирса и Орландо меџика.